# Kerr Corporation
Kerr Corporation — американська компанія, що займається розробкою, виробництвом та продажем витратних матеріалів для стоматології; штаб-квартира знаходиться в окрузі Орандж (Каліфорнія, США). Заснована в 1891 році братами Робертом і Джоном Керр ; входить до концерну Sybron Dental Specialties.

## Історія
Компанія Kerr була створена в Сполучених Штатах у 1891 році братами Робертом і Джоном Керр під назвою «The Detroit Dental Manufacturing Company»; у 1893 році компанія почала експортувати свою продукцію на європейський ринок. У 1939 році компанія змінила свою назву на «The KERR Manufacturing Company».
У 1959 році з відкриттям нового заводу в Скафаті, Італія, було розпочато виробництво в Європі. Kerr активно розширила свій асортимент не тільки провідними стоматологічними технологіями з розробки нових інноваційних продуктів, але і шляхом придбання інших стоматологічних компаній: в 1993 році придбано американську компанію Demetron — виробника ламп Demetron для полімеризації; в 2001 році Hawe Neos — швейцарського виробника аксесуарів для виконання реставрацій; в 2003 році чеську компанію Spofa Dental, а в 2010 році американську компанію Pentron Clinical.

## Опис
Спеціалізується на виготовленні матеріалів для реставрацій зубів (амальгами, композитні пломбувальні матеріали, прокладочні та інші допоміжні матеріали), ламп Demetron для полімеризації світлотвердіючих матеріалів, приладів для ендодонтії ANALYTIC, ендодонтичних інструменти, зліпкових матеріали, борів, лабораторної продукція, засобів інфекційного контролю, продукції для ювелірної промисловості.
Штаб-квартира Kerr знаходиться в окрузі Орандж (Каліфорнія, США). Штаб-квартира для регіонів Європі, Близького Сходу та Африки знаходиться в Б'йоджо (Швейцарія). Виробничі підприємства розташовані в Оранжжі, США; Мехікалі, Мексика; Б'йоджо, Швейцарія; Скафаті, Італія та Їчині, Чехія.
Продажі компанії здійснюються через мережу дистриб'юторів по всьому світу.